# 红石桥乡
红石桥乡，是中华人民共和国陕西省榆林市榆阳区下辖的一个乡镇级行政单位。

## 行政区划
红石桥乡下辖以下地区：
红石桥村、马路湾村、双红村、王连圪堵村、韩家峁村、武松界村、闹牛海则村、房梁村、井界村、油房湾村、张家湾村、古城界村、左界村和肖峁村。